# Piotr Pamuła
Piotr Pamuła (ur. 19 stycznia 1990 w Stalowej Woli) – polski koszykarz, grający na pozycji rzucającego obrońcy.

## Życiorys
Piotr Pamuła pochodzi ze Stalowej Woli. Jest synem trenera koszykówki, Bogdana Pamuły. Karierę zaczynał w Stali Stalowa Wola. W latach 2007–2012 występował w Warszawie. W trakcie sezonu 2011/2012 rozwiązał jednak kontrakt z AZS-em Politechnika Warszawska i przeszedł do AZS Koszalin.
8 sierpnia 2012 podpisał kontrakt z mistrzem Polski – Asseco Prokomem Gdynia, jednak rozstał się z zespołem po zakończeniu rozgrywek. Przed sezonem 2013/2014 podpisał dwuletni kontrakt z Anwilem Włocławek. Pod koniec listopada 2014 roku obie strony rozwiązały umowę.
Piotr Pamuła był reprezentantem Polski w latach 2011-2012. Brał udział w Eurobaskecie 2011 (średnio 3 punkty na mecz w 4 spotkaniach).
W czerwcu 2015 został zawodnikiem klubu z Dąbrowy Górniczej. 26 czerwca 2018 trafił do Spójni Stargard.
Na początku sierpnia 2020 podpisał kontrakt z I ligowym zespołem Dziki Warszawa. W połowie czerwca 2021 roku poślubił siatkarkę Martę Ciesiulewicz.

## Osiągnięcia

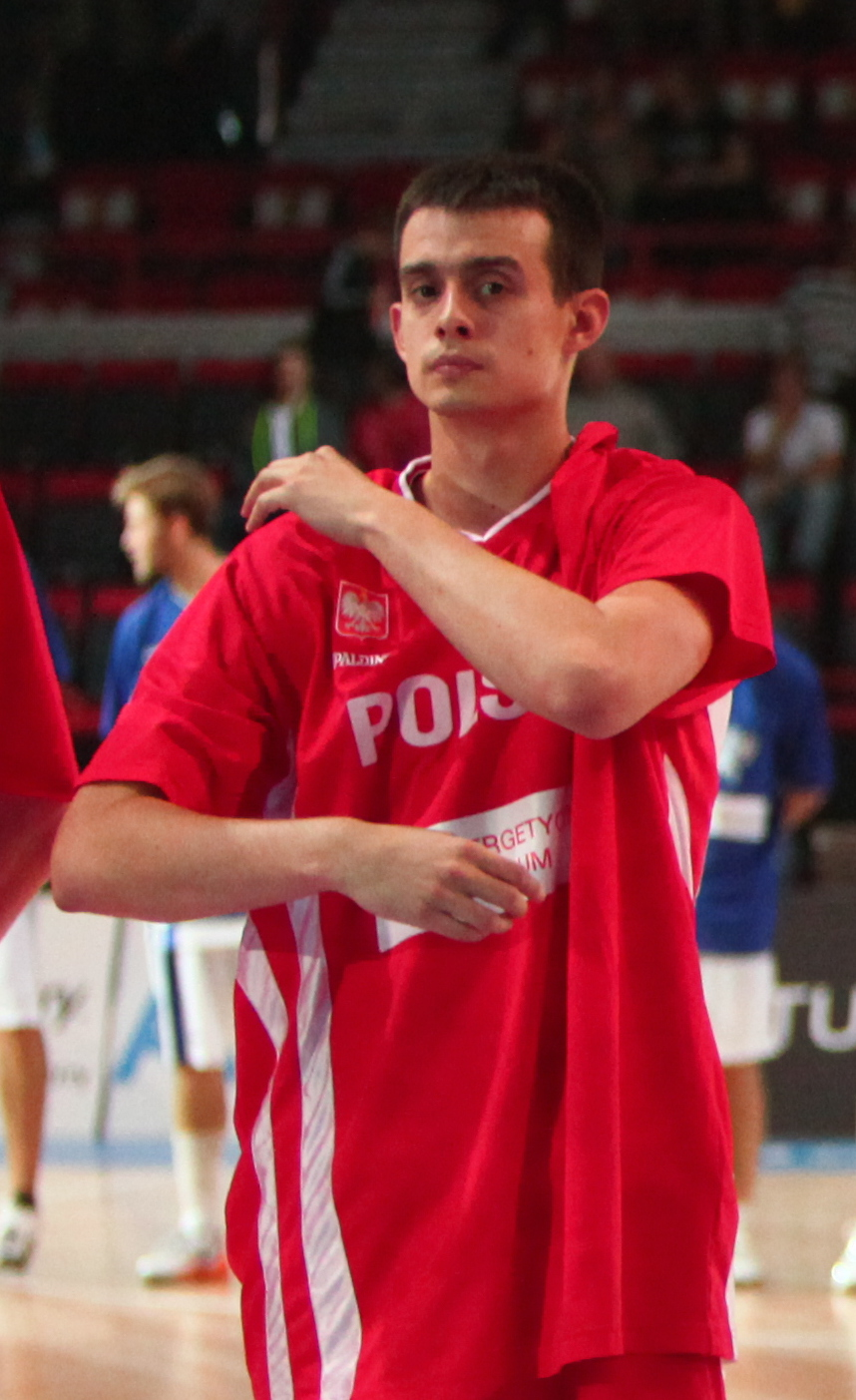
Piotr Pamuła

Stan na 25 maja 2023, na podstawie, o ile nie zaznaczono inaczej.

### Klubowe
- Mistrz:
  - I ligi (2023)[11]
  - Polski juniorów starszych (2008–2010)

### Indywidualne
- MVP:
  - I ligi (2011)[12]
  - mistrzostw Polski juniorów starszych (2009)
- Uczestnik meczu gwiazd PLK (2012)[13]
- Zaliczony do:
  - I składu I ligi (2011)[12]
  - mistrzostw Polski juniorów starszych (2008–2010)

### Reprezentacja
Seniorów
- Uczestnik:
  - Eurobasketu (2011 – 17. miejsce)
  - kwalifikacji do Eurobasketu 2013 (2012)

Młodzieżowe
- Brązowy medalista mistrzostw Europy dywizji B:
  - U–20 (2009, 2010)
  - U–18 (2007, 2008)
- Uczestnik Eurobasketu U–16 dywizji B (2006 – 10. miejsce)
- Zaliczony do I składu mistrzostw Europy U–20 dywizji B (2010)
- Lider mistrzostw Europy U–16 dywizji B w asystach (2006)[14]

### Odznaczenia
- Odznaka Honorowa za Zasługi dla Ochrony Praw Dziecka (2015)[15]

## Statystyki
| Sezon     | Drużyna                    | M  | S5 | MPG   | FG% | 3P% | FT% | RPG | APG | SPG | BPG | PPG  |
| --------- | -------------------------- | -- | -- | ----- | --- | --- | --- | --- | --- | --- | --- | ---- |
| 2006/2007 | Stal (I liga)              | 1  |    | 2,0   | 0%  | 0%  | 0%  | 0,0 | 0,0 | 0,0 | 0,0 | 0,0  |
| 2007/2008 | Polonia 2011 (I liga)      | 17 |    | 13,6  | 37% | 32% | 86% | 1,9 | 1,4 | 1,1 | 0,1 | 6,2  |
| 2007/2008 | AZS Politechnika (II liga) | 21 |    |       |     |     |     |     |     |     |     | 15,8 |
| 2008/2009 | Polonia 2011 (I liga)      | 35 |    | 20,7  | 43% | 38% | 76% | 2,0 | 1,6 | 1,0 | 0,1 | 9,4  |
| 2008/2009 | AZS Politechnika (II liga) | 4  |    | 19,0  | 48% | 56% | 80% | 2,5 | 1,8 | 1,5 | 0,0 | 17,3 |
| 2009/2010 | Polonia 2011 (PLK)         | 24 | 11 | 19,7  | 40% | 35% | 76% | 1,4 | 1,0 | 0,4 | 0,1 | 8,2  |
| 2009/2010 | AZS Politechnika (I liga)  | 5  |    | 25,0  | 42% | 34% | 71% | 2,2 | 2,6 | 1,0 | 0,0 | 15,8 |
| 2010/2011 | AZS Politechnika (I liga)  | 27 |    | 26,8  | 42% | 34% | 81% | 2,5 | 2,4 | 1,1 | 0,1 | 13,1 |
| 2011/2012 | AZS Politechnika (PLK)     | 29 | 25 | 27,9  | 40% | 38% | 80% | 1,3 | 1,5 | 0,9 | 0,0 | 12,9 |
| 2011/2012 | AZS Koszalin (PLK)         | 10 | 4  | 26,6  | 44% | 46% | 73% | 2,0 | 1,5 | 0,7 | 0,0 | 12,2 |
| 2012/2013 | Asseco Prokom Gdynia (PLK) | 31 | 0  | 11:26 | 39% | 43% | 83% | 0,6 | 0,4 | 0,1 | 0,1 | 3,5  |
| 2013/2014 | Anwil Włocławek (PLK)      | 25 | 10 | 19:32 | 40% | 34% | 58% | 0,9 | 1,1 | 0,4 | 0,0 | 6,4  |